# Bilheteria dos cinemas no Brasil em 1997
Lista com o público e a renda dos principais filmes lançados nos cinemas de todo o Brasil no ano de 1997.

## Arrecadação total
Contabiliza apenas filmes que estrearam em 1997.
| # | Filme                            | Faturamento   | Público   |
| - | -------------------------------- | ------------- | --------- |
| 1 | Jurassic Park 2: O Mundo Perdido | R$ 12 838 430 | 2 615 296 |
| 2 | Batman & Robin                   | R$ 9 270 103  | 1 918 283 |
| 3 | MIB - Homens de Preto            | R$ 9 058 070  | 1 757 473 |
| 4 | O Paciente Inglês                | R$ 7 800 482  | 1 486 925 |
| 5 | O Casamento do Meu Melhor Amigo  | R$ 6 917 287  | 1 269 034 |
| 6 | Hércules                         | R$ 6 115 078  | 1 259 037 |
| 7 | O Noviço Rebelde                 | R$ 6 019 150  | 1 501 035 |
| 8 | Evita                            | R$ 5 255 585  | 1 043 021 |
| 9 | O Quinto Elemento                | R$ 5 155 666  | 981 979   |